# Беляковка (Днепропетровская область)
Беляковка (укр. Біляківка; до 2016 года — Краснознаменка, укр. Краснознам'янка) — село в Райпольском сельском совете Межевского района Днепропетровской области Украины.
Код КОАТУУ — 1222687703. Население по переписи 2001 года составляло 16 человек.

## Географическое положение
Село Беляковка находится на правом берегу реки Солёная, выше по течению на расстоянии в 5 км расположено село Новосергеевка (Покровский район), ниже по течению на расстоянии в 1 км расположено село Марьевка, на противоположном берегу — село Муравка (Покровский район).